# Arnold Graffi
Arnold Graffi (n. 19 iunie 1910, Bistrița, Austro-Ungaria – d. 30 ianuarie 2006, Berlin, Germania) a fost un pionier al oncologiei din secolul al XX-lea.

## Legături externe
- Necrologul Dr. Graffi